# جورج ستورس
جورج ستورس (بالإنجليزية: George Storrs)‏ هو عالم عقيدة أمريكي، ولد في 13 ديسمبر 1796 في لبنان في الولايات المتحدة، وتوفي في 28 ديسمبر 1879 في فيلادلفيا في الولايات المتحدة.